# Eusthenopteron
 Eusthenopteron  ist eine ausgestorbene Gattung fischartiger Fleischflosser (Sarcopterygii) aus dem Oberen Devon von Nordamerika und Europa. Sie gilt als ein Paradebeispiel für ursprüngliche Vertreter der Tetrapodomorpha.

## Merkmale
Eusthenopteron zeichnet sich durch einen langgestreckten, torpedoförmigen Körper aus. Die Höchstlänge vollständig überlieferter Exemplare beträgt etwa 1 Meter. Anhand weniger vollständig erhaltener Stücke lässt sich jedoch abschätzen, dass Eusthenopteron noch größer werden konnte, möglicherweise mehr als 1,5 Meter.

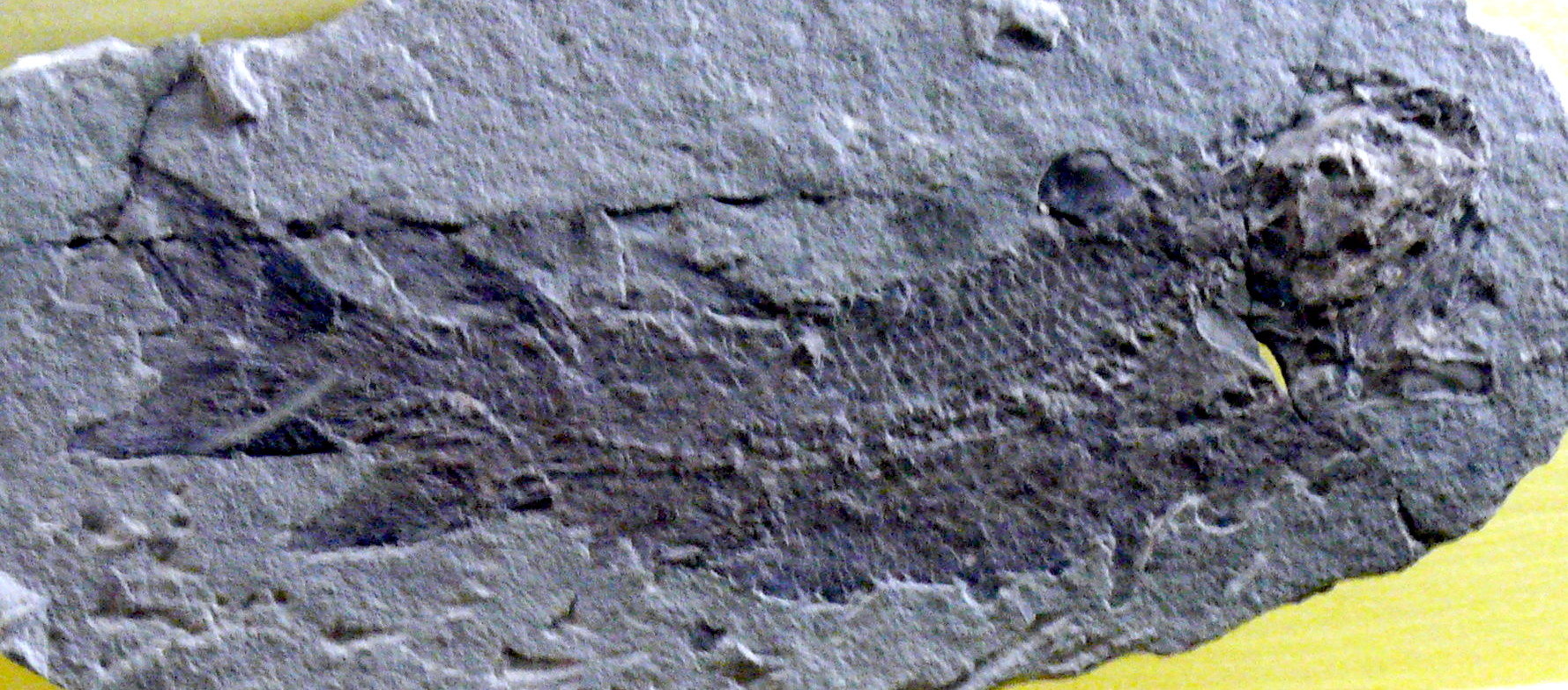
Vollständiges Exemplar von Eusthenopteron foordi (Museum für Naturkunde Berlin)

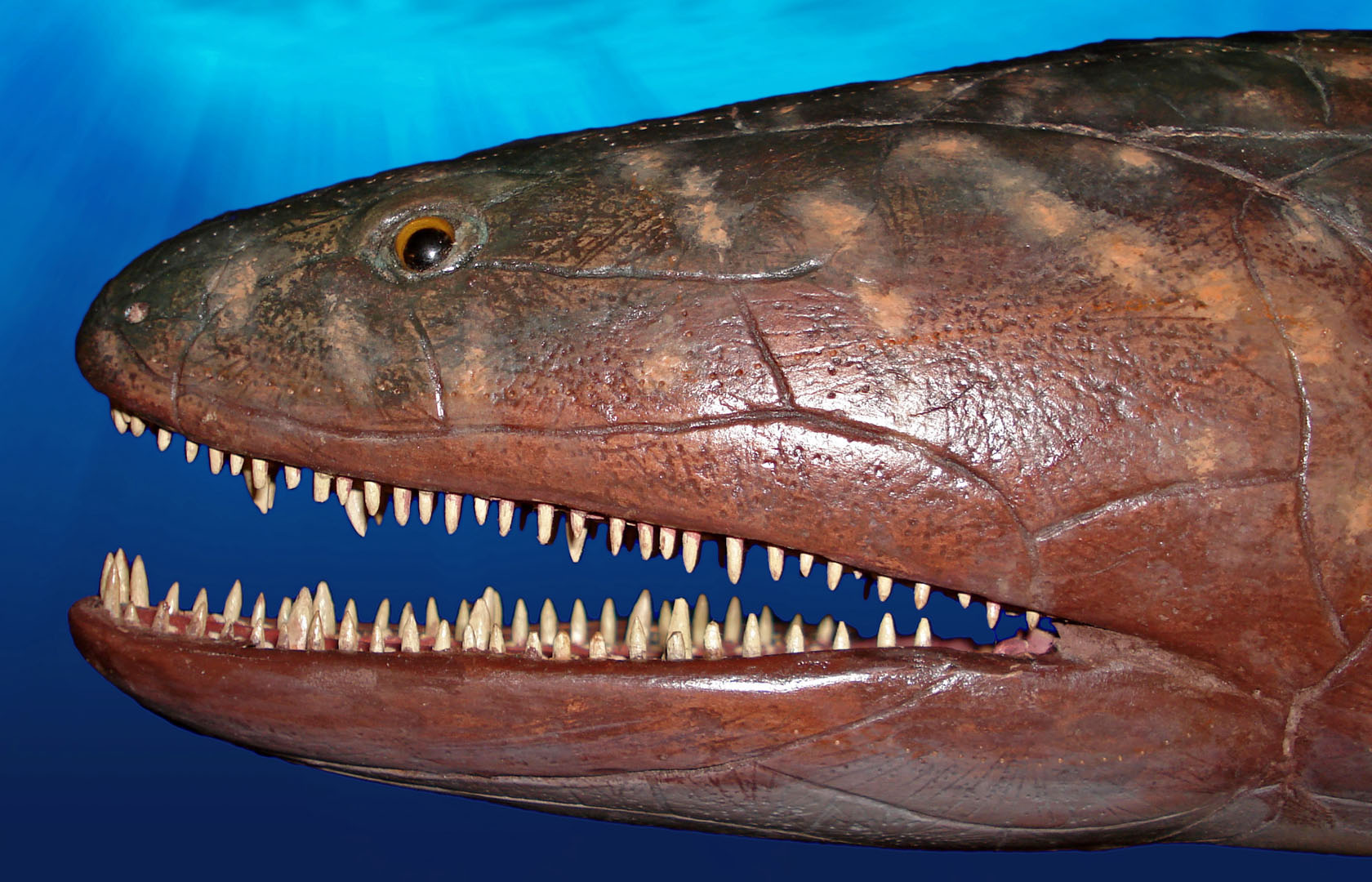
Rekonstruktion der Kopfregion von Eusthenopteron

Die Augenöffnungen im Schädel sind sehr klein, und wie für die devonischen Fleischflosser allgemein üblich ist das Maul endständig und die Maulspalte ist tief. Da Eusthenopteron neben den Kiemen ein Lungen-Schwimmblasen-Organ und ein kräftig ausgebildetes Flossenskelett besaß, könnte es ihm möglich gewesen sein, sich kurzzeitig außerhalb von Gewässern zu bewegen.
Im Skelett der Vorderflossen lassen sich bereits die drei Extremitätenknochen der Landwirbeltiere Humerus („Oberarmknochen“), Ulna („Elle“) und Radius („Speiche“) differenzieren. Die beiden spitzen Rückenflossen saßen weit hinten, die Bauchflossen und die Afterflosse ihnen gegenüber. Die Schwanzflosse ist diphyzerk und dreispitzig.

## Arten
- Eusthenopteron foordi Whiteaves, 1881. Typusart, Frasnium von Québec.
- Eusthenopteron savesoderberghi Jarvik, 1937. Frasnium von Lettland.
- Eusthenopteron traquairi Westoll, 1937. Frasnium von Elgin, Schottland.
- Eusthenopteron farloviensis White, 1961. Frasnium von England.
- Eusthenopteron obruchevi Vorobyeva, 1977. Oberdevon von Lettland.

## Forschung
Vor allem mit Eusthenopteron foordi beschäftigte sich Erik Jarvik über eine längere Zeitspanne. In seiner ersten Veröffentlichung verglich er 1937 die Anatomie von E. foordi mit entsprechenden Strukturen von Eusthenopteron wenjukowi. Das erstere Material gehört dem schwedischen Reichsmuseum, während E. wenjukowi das geologische Institut in Leningrad zur Verfügung stellte. Er untersuchte das Exoskelett des Schultergürtels und später eingehend das viszerale Skelett. Eine sehr genaue anatomische Rekonstruktion lieferte Erik Jarvik im Jahr 1980.